# Torre Madrid
Torre de Madrid – wieżowiec w Madrycie, zaprojektowany przez architekta Julio Otamendi. Ze względu na centralne położenie (blisko końca Gran Via) Torre Madrid jest symbolem miasta.
Mieszczą się w nim zarówno mieszkania, jak i biura. W przypadku tych ostatnich, to funkcja charakterystyczna dla budynków w tym obszarze. W dniu 28 kwietnia 2005 Torre Madrid został sprzedany francuskiej firmie Gecia za 400 mln euro.